# Rette sich, wer kann (das Leben)
Rette sich, wer kann (das Leben) (Originaltitel: Sauve qui peut (la vie)) ist ein Film von Jean-Luc Godard. Er wurde erstmals im Mai 1980 bei den Filmfestspielen in Cannes aufgeführt und kam 1981 in die deutschen Kinos.

## Handlung
Der Film erzählt die ineinander verstrickten Geschichten dreier Protagonisten, von denen jeder auf seine ihm eigene Weise versucht, sein Leben zu ändern. Die Fernsehschaffende Denise gibt ihren Job auf, trennt sich von ihrem Freund Paul und will ihre Stadtwohnung loswerden, um auf einem Bauernhof zu arbeiten und einen Roman zu schreiben. Der von ihr verlassene Paul, selbst Filmemacher von Beruf, befindet sich in einer Lebenskrise. In seiner allgemeinen Verunsicherung kann er sich nicht entscheiden, ob auch er seinen Job aufgeben und abhauen oder ob er bleiben und die Wohnung seiner Ex-Freundin übernehmen soll. Die Prostituierte Isabelle hat es satt, ständig von Zuhältern verdroschen und um die Hälfte ihrer Einnahmen gebracht zu werden. Sie bezieht schließlich die Wohnung, die Denise geräumt hat. Paul wird von einem Auto angefahren und dabei getötet.

## Interpretation
Zu Beginn des Films wird Paul auf einer Rolltreppe gezeigt, dazu erklingt die „Selbstmordarie“ (Suicidio) aus der Oper La Gioconda von Amilcare Ponchielli. Die Arie wurde als Leitmotiv für Selbstmordabsichten unter den Protagonisten interpretiert.

## Kritik
„Das Ergebnis ist ein schwer entschlüsselbares Filmexperiment, das als düsteres Gleichnis über die Gegenwart verstanden werden will; wegen seiner teilweise schockierenden Ausdrucksmittel und der resignativen Grundhaltung fordert der Film zum politischen und weltanschaulichen Widerspruch heraus.“

## Auszeichnungen
Bei den Internationalen Filmfestspielen von Cannes 1980 nahm der Film am Wettbewerb um die Goldene Palme teil. Bei der Verleihung des César 1981 war Rette sich, wer kann (das Leben) in den Kategorien Bester Film und Beste Regie nominiert. Nathalie Baye erhielt den César als Beste Nebendarstellerin.